# Jurgowskie Stajnie

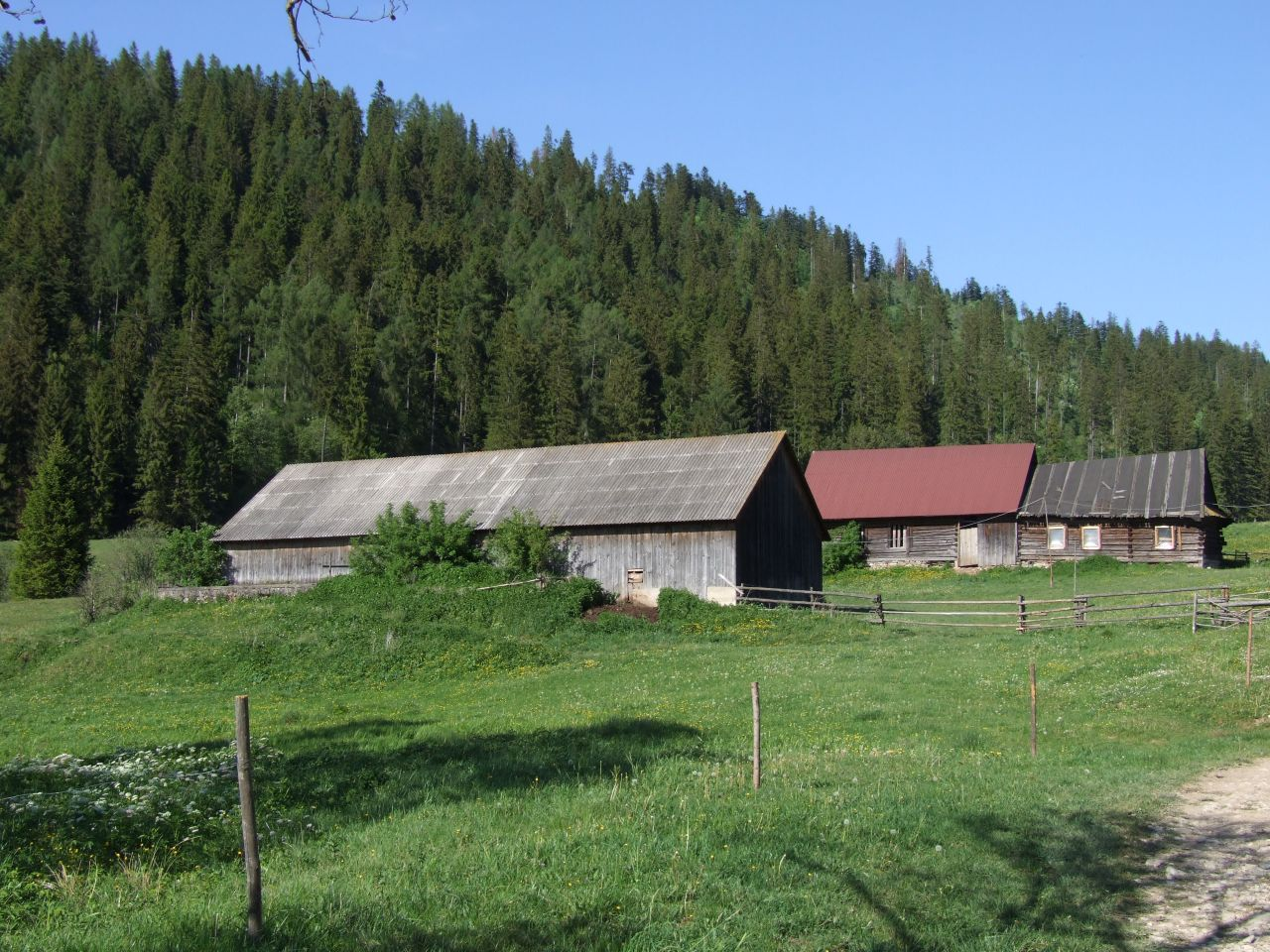
Pozostałości Jurgowskich Stajni w 2009 r.

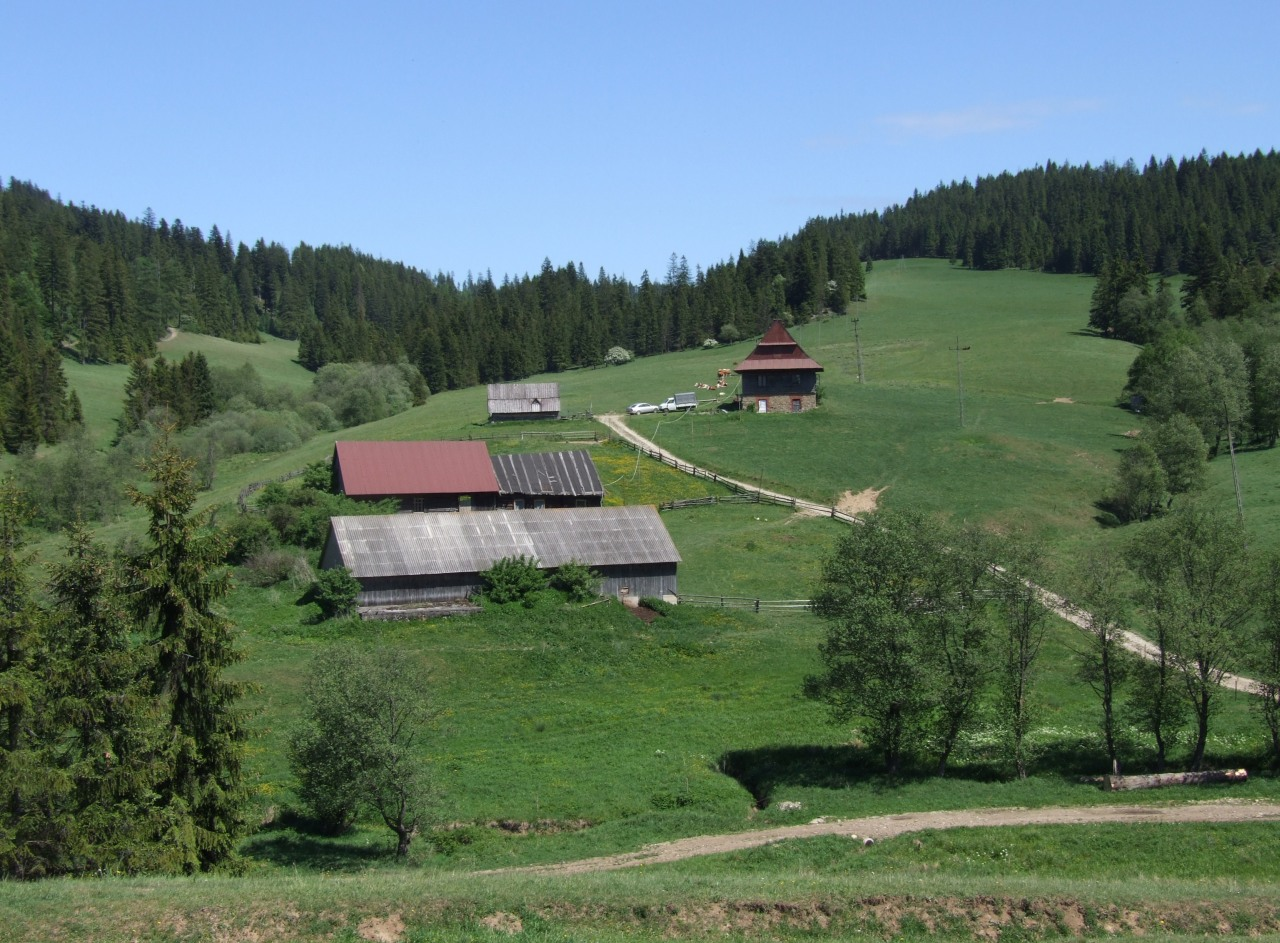
Jurgowskie Stajnie w 2009 r.

Jurgowskie Stajnie, zwane też Jurgowskimi Szałasami – oryginalne osiedle pasterskie pośród łąk, pomiędzy zabudowaniami wsi Dursztyn, a zboczami Żaru w etnograficznym rejonie Polskiego Spiszu. Znajduje się w zakolu górnej części doliny Przecznego Potoku (Przecznie, Przeczny, Browarczyska), u wylotu wąskiej i dzikiej dolinki Piekiełko pomiędzy Żarem a Gajną Skałą. Zostało wybudowane przez górali z niedalekiego Jurgowa na terenie zakupionym ze składek od dworu dursztyńskiego. Bezpośrednią tego przyczyną było zlikwidowanie w 1902 r. przez księcia Christiana Hohenlohego wypasów w Tatrach Jaworzyńskich, gdzie górale z Jurgowa mieli swoje pastwiska. Przenieśli się więc z gospodarką na wschód od Dursztyna na zakupione hale zwane Dworskimi lub Jurgowskimi Halami, gdzie wybudowali zabudowania pasterskie. W latach trzydziestych kompleks ten rozbudowano, czyniąc z niego ośrodek wzorcowego łąkarstwa górskiego. Osiedle stanowi szereg zabudowań połączonych w czworobok 40 × 40 m z dziedzińcem pośrodku – są to głównie stajnie, a we wschodnim boku zabudowania mieszkalne. Nieco wyżej budynek dawnej zlewni mleka zbudowany w latach 1936 – 1937. Stajnie w większości obecnie nie używane stoją puste, niszczeją i są rozbierane. Część zabudowań i budynek dawnej zlewni mleka są nadal wykorzystywane w sezonie wypasowym i można tutaj kupić oscypki i inne przetwory z owczego mleka.

## Szlak turystyki pieszej
– czerwony z Dursztyna obok Jurgowskich Stajni na Żar. Czas przejścia 1:15 h, ↓ 1 h